# Чък за късмет
„Чък за късмет“ (на английски: Good Luck Chuck) е романтична комедия от 2007 г. с участието на Джесика Алба и Дейн Кук. В нея главният герой Чък е късметлия, винаги е с най-хубавите момичета и никога няма проблеми. На едно от поредните партитата се запознава с изключително красиво момиче, което от своя страна няма абсолютно никакъв късмет. След първата целувка помежду им всичко се обръща на 180 градуса и щастливият Чък остава без грам късмет.